# Cavarzere
Cavarzere – miejscowość i gmina we Włoszech, w regionie Wenecja Euganejska, w prowincji Wenecja.
Według danych na rok 2004 gminę zamieszkiwały 15 504 osoby, 110,7 os./km².
Urodził się tutaj duchowny rzymskokatolicki ks. arcybiskup Antonio Mattiazzo.

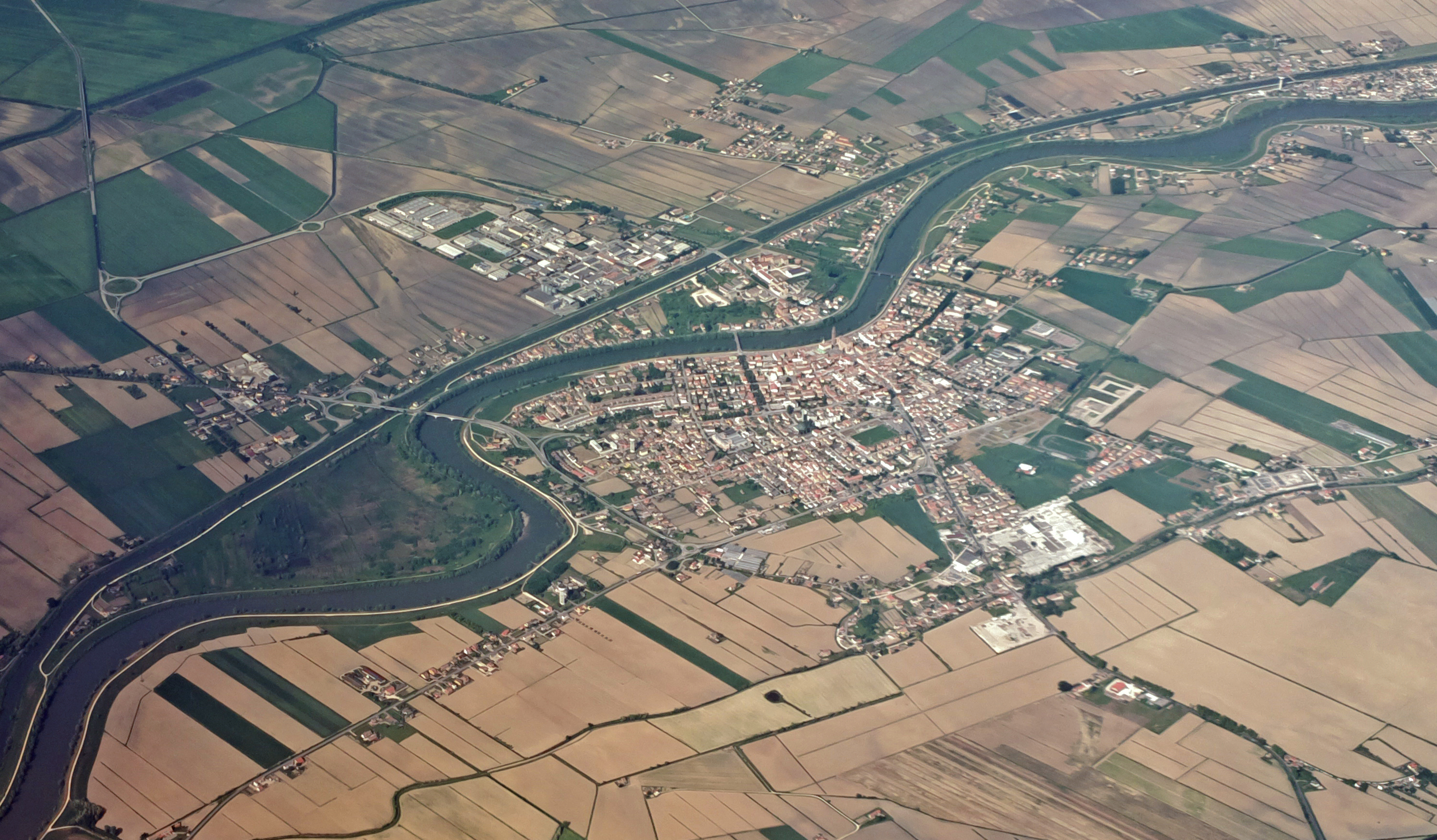
Cavazere

## Miasta partnerskie
- Cassino
- Cugnaux
- Settimo Torinese
- Valinhos